# フランク・O・ホートン
フランク・オーグルビー・ホートン(英語: Frank Ogilvie Horton, 1882年10月18日 - 1948年8月17日)は、アメリカ合衆国・アイオワ州出身の政治家。ワイオミング州選出のアメリカ合衆国下院議員(通算1期)。共和党員。

## 経歴・人物
ホートンは1882年10月18日、アイオワ州・マスカティンに生まれた。地元の公立学校に通い、1899年にモーガン・パーク陸軍士官学校を卒業し、米西戦争では、第50アイオワ連隊C中隊に二等兵として従軍した。1903年には、シカゴ大学のラッシュ・メディカル・カレッジを卒業した。
大学卒業後、ホートンに色覚異常があることが発覚したが、当時の医療技術では治療法や対処法がわかっていなかった。医師に転地療養を勧められたホートンは、1905年にワイオミング州・サドルストリングで牧場を経営する友人の元に身を寄せた。1908年、友人の牧場の近くの土地を購入し、ビッグホーン山脈で羊を飼い始めた。1911年、義理の兄弟で友人でもある投資家ウォーレン・C・ゴレルの資金援助を受け、HF・バー・ランチ牧場の運営を始めた。牧場は1913年に法人化され、ホートンは取締役として現地で経営を行った。牧場は隣接する土地を購入しながら拡大を続け、1919年までに約5500エーカーの土地を所有し、150頭以上の乗用馬や300頭以上の肉用牛を飼育していた。また、ホートンは自身を訪ねてくる友人が宿泊する小屋を建て、食事や乗馬を提供するようになると、牧場は観光地としての側面も持つようになった。その後、1923年に発生した世界恐慌で、ゴレルの経営する投資銀行の財政状況は悪化し、1930年代初頭にホートンはゴレルから牧場の株を取得し、名実ともに牧場の経営者となった。
ワイオミング州下院議員を１期(1921年 - 1923年)、ワイオミング州上院議員を2期(1923年 - 1931年)務め、1931年には州上院の議長も務めた。ホートンは熱心な共和党員として活動し、1928年と1936年の共和党全国大会の代議員を務め、1937年から1948年まで共和党全国委員会の委員を務めた。1938年、アメリカ下院議員選挙に立候補し、当選を果たした。1940年選挙にも再選を目指し立候補したが、民主党のジョン・J・マッキンタイアに破れた。政界引退後はHF・バー・ランチの経営者としての活動を再開させ、1948年8月17日にワイオミング州シェリダンで亡くなった。